# ميدوي (جورجيا)
ميدوي (بالإنجليزية: Midway, Georgia)‏ هي مدينة تقع في مقاطعة ليبيرتي، جورجيا بولاية جورجيا في الولايات المتحدة. تبلغ مساحة هذه المدينة 14.5 (كم²)، وترتفع عن سطح البحر 3 م، بلغ عدد سكانها 2121 نسمة في عام 2010 حسب إحصاء مكتب تعداد الولايات المتحدة.

## وصلات خارجية
- Cities & Counties - Georgia.gov